# Sugar Ray Leonard
Sugar Ray Leonard   (Wilmington, 17 de maig de 1956) és un boxejador estatunidenc retirat, conegut per la seva agilitat, que va guanyar 36 dels 40 combats professionals disputats i diversos títols.
Com a amateur, va obtenir una medalla d'or olímpica en la classe de pes superlleuger als Jocs de Montreal de 1976. El 1997 va ser inclòs al Saló de la Fama de Boxa Internacional. Leonard va formar part de The Fabulous Four, un grup de boxejadors que durant la dècada de 1980 van lluitar entre ells, i que consistia en Sugar Ray Leonard, Roberto Durán, Thomas Hearns i Marvin Hagler, que van popularitzar la boxa de pesos baixos després de l'era de Muhammad Ali). Els quatre fabulosos van aixecar una onada de popularitat en les classes de pes més baix que va mantenir la popularitat de la boxa després de l'era de Muhamed Ali. Leonard va ser el primer boxejador que va guanyar més de 100 milions de dòlars. El 1980 va ser nomenat boxejador de la dècada. Va ser nomenat boxejador de l'any per la revista Ring el 1979 i el 1981. L'Associació d'Escriptors de Boxa d'Amèrica el va nomenar Boxer de l'Any el 1976, 1979 i 1981.
Va ser el primer boxador que va guanyar més de 100 milions de dòlars en bosses, i va ser nomenat Boxador de la dècada dècada de 1980. La revista Ring el va nomenar Boxador de l'Any el 1979 i 1981, mentre que la Boxing Writers Association of America (BWAA) el va nomenar Lluitador de l'Any el 1976, 1979 i 1981. El 2002, Leonard va ser votat per The Ring com a novè millor boxador dels darrers vuitanta anys. El 2016, va ser votat per The Ring com el millor lluitador viu.
Després del seu retir final de la competició, Leonard va ser comentarista de boxa i presentador de televisió.

## Biografia

### Infància
Leonard és el cinquè fill dels set fills de Ciceró i Getha Leonard. Va néixer a Wilmington, Carolina del Nord. El seu nom està inspirat en el cantant favorit de la seva mare, Ray Charles. La família es va traslladar a Washington, D.C. quan ell tenia tres anys, i es va establir definitivament a Palmer Park, Maryland quan en tenia deu. El seu pare treballava a les nits com a gerent de supermercat i la seva mare era infermera. Va anar a l'escola a Parkdale High School. Leonard era un nen tímid. Sovint es quedava a casa, llegint còmics i jugant amb el seu gos. La seva mare va dir: «Mai no va parlar massa. Mai podríem dir què estava pensant. Però mai no vaig tenir cap problema amb ell. Mai em vaig veure obligat a anar a l'escola per problemes disciplinaris o d'altres tipus».

### Carrera amateur
Leonard va començar a boxejar al Palmer Park Recreation Center el 1969. El seu germà gran, en Roger, va començar a boxejar primer i li va presentar al seu germà petit. Dave Jacobs, un antic boxejador, i Janks Morton es van oferir voluntaris per ser entrenadors de boxa. Roger va guanyar uns quants trofeus i els va mostrar davant de Ray, animant-lo a dedicar-se a la boxa.
El 1972, Leonard va arribar als quarts de final dels campionats de pes ploma dels Estats Units als 16 anys, perdent només davant Jerome Artis. Va ser la seva primera derrota. Aquell any, va boxejar a les proves olímpiques de l'Est on va mentir sobre la seva edat perquè les regles estipulaven que un boxejador havia de tenir disset anys per boxejar en una competició internacional. Va avançar a les semifinals a la divisió lleugera on va perdre per decisió impugnada davant Greg.
Va ser per aquesta època que Sarge Johnson, entrenador adjunt de l'equip olímpic de boxa dels Estats Units, va dir a Dave Jacobs: «Aquest nen que tens és dolç com el sucre». Per tant, el sobrenom de Sugar Ray se li atribueix igual que Sugar Ray Robinson abans que ell.
El 1973, Leonard va guanyar els guants d'or en pes lleuger, però va perdre davant Randy Shields a la final dels campionats de pes lleuger dels Estats Units. L'any següent, Leonard va guanyar les dues competicions de pes lleugers, igual que el 1974.
El 1975, va guanyar de nou als campionats dels Estats Units i també va guanyar la competició de pes superlleuger als Jocs Panamericans. El 1976, Leonard va formar part de l'equip olímpic dels Estats Units en pes welter, que també incloïa Leon i Michael Spinks, Howard Davis, Leo Randolph, Charles Mooney i John Tate. A la final, va guanyar per knockout contra el cubà Andrés Aldama que havia anotat cinc knockout seguits per arribar a la final.
Va acabar la seva carrera d'aficionat amb rècord de 165–5 i 75 nocauts.

### Carrera professional
Campió olímpic a Mont-real l'any 1976, va ser campió del món en 5 categories diferents entre 1979 i 1989 (pes wèlter a pes mitjà). Dretà ràpid i mòbil, dotat d'una prodigiosa velocitat de reacció i un ull supersònic, està molt segur de si mateix i té un gran sentit tàctic.
Guanyador de Wilfred Benítez en el seu primer campionat del món, va concedir la seva primera derrota contra Roberto Durán el 20 de juny de 1980 però va guanyar la venjança uns mesos després per aturada al 8è assalt. Posteriorment, Leonard va derrotar a Thomas Hearns en el que Ring Magazine va dir que era la lluita de l'any de 1981.
Sugar Ray Leonard va interrompre la seva carrera amb només 26 anys a causa d'un despreniment de retina el febrer de 1982. Operat amb èxit, va tornar als rings després d'una aturada de 3 anys i el 1987 va vèncer a un altre gran nom de la boxa, Marvin Hagler, després d'una lluita tàctica. La decisió també seria molt controvertida.
Va guanyar el seu 5è i últim títol mundial de pes semipesant el 7 de novembre de 1988 a costa de Donny Lalonde, després va defensar el seu cinturó del CMB empatant contra Thomas Hearns (tot i que va anar a l'estora dues vegades) i va vèncer el nou Roberto Durán el 1989. Leonard va anunciar la seva retirada després d'aquesta victòria, però va lluitar dues últimes vegades el 1991 contra Terry Norris i contra Héctor Camacho.

## Vida personal

### Família
Leonard es va casar amb la seva estimada de secundària, Juanita Wilkinson, el gener de 1980. El seu fill de sis anys, que va néixer quan eren adolescents, va ser el portador de l'anell. El 1984 van tenir un altre fill. Es van divorciar l'any 1990. Durant el procés de divorci, Juanita Leonard va declarar que el seu marit la va maltractar físicament mentre estava sota els efectes de l'alcohol. També va dir que era un consumidor ocasional de cocaïna. En el seu testimoni, Leonard va confirmar les afirmacions de la seva dona i va continuar revelant que els problemes del seu matrimoni no es deuen al consum de drogues i alcohol.
Després que el Los Angeles Times va publicar la història, Leonard va fer una conferència de premsa i va reconèixer públicament que les acusacions eren certes. Va dir que va començar a utilitzar medicaments després de retirar-se el 1982, després d'una cirurgia per reparar una retina despresa. Volia més, va dir Leonard. Volia aquesta pista. No volia que ningú em digués que la meva carrera havia d'acabar. Vaig decidir buscar un substitut... vaig recórrer a la cocaïna. Feia servir quan em sentia malament, feia servir quan trobava a faltar competir a aquest nivell, va dir. Va ser una crossa, una cosa que em va permetre oblidar. Va dir que va deixar de consumir drogues a principis de 1986, quan es va despertar un matí i el que vaig veure al mirall va fer por. Mai puc esborrar el dolor o les cicatrius que he fet amb la meva estupidesa, el meu egoisme, va dir Leonard. Tot el que puc fer és dir que ho sento, però amb això no n'hi ha prou. El 2011, Leonard va revelar en una entrevista a NPR que havia estat lliure d'alcohol des del juliol de 2006.
El 1989, Kenny G va presentar a Leonard a Bernadette Robi en un concert de Luther Vandross. Robi és la filla de Paul Robi, un dels platters originals, i és l'exdona de Lynn Swann. Leonard i Robi es van casar a la finca de Leonard de 8,7 milions de dòlars a Pacific Palisades, Califòrnia l'agost de 1993. A la cerimònia del casament, els terrenys es van convertir en un jardí amb 10.000 roses i flors d'altres flors que van arribar des dels Països Baixos. Tenen una filla, Camille.
Leonard també és el padrí de Khloé Kardashian i ha aparegut en molts episodis de Keeping Up With The Kardashians.

### Treball de caritat
Durant molts anys, Leonard ha estat el president internacional de la caminada per una cura de la Juvenile Diabetes Research Foundation i participa activament tant en la conscienciació com en la recaptació de fons.
Leonard va testificar davant la Comissió del Senat de Seguretat Nacional i Afers governamentals el 2009. L'audiència al Senat es va titular Recerca de la diabetis tipus 1: progrés real i esperança real per a una cura. Va testimoniar sobre la càrrega de la diabetis i la necessitat de continuar finançant la investigació per trobar una cura.
Leonard i la seva dona, Bernadette, van fundar la Sugar Ray Leonard Foundation per donar suport a la Juvenile Diabetes Research Foundation i la seva caminada anual per una cura. El 2009, la fundació es va expandir per donar suport a programes que ajuden la gent a reconstruir les seves comunitats a deu ciutats dels Estats Units. Dona suport a l'habitatge accessible, els serveis sanitaris i els serveis educatius i la formació laboral.
El 2007 va ser guardonat amb el Premi Ambaixador d'Excel·lència per part de la Comissió d'Esports i Entreteniment de LA al Riviera Country Club per la seva contínua implicació en la comunitat.

## Honors
- Sugar Ray Leonard va ser votat boxejador de l'any el 1979 i el 1981 per la revista Ring.
- Leonard - Hearns va ser votat com a boxejador de l'any el 1981.
- Leonard - Hagler va ser elegit boxejador de l'any el 1987.
- És membre de l’International Boxing Hall of Fame des de 1997

## Aparicions als mitjans
Leonard va treballar com a analista de boxa per a ABC, NBC, ESPN, HBO i EPIX. La seva relació amb HBO va durar més d'una dècada. Va acabar l'any 1990, després que HBO no tingués l'oportunitat de fer una oferta pels drets per televisar el combat de Leonard amb Terry Norris. HBO va considerar que seria inadequat que Leonard continués amb ells si no podien fer una oferta pels seus combats. L'advocat de Leonard, Mike Trainer, va dir: «Mai no hi va haver cap connexió entre la seva emissió i els seus combats».
Leonard ha proporcionat avals comercials a empreses com Coca-Cola, EA Sports, Ford, Nabisco, Revlon i 7 Up. El seu anunci més famós va ser un anunci de 7 Up protagonitzat pel seu fill, Ray Jr., Roberto Durán i el fill de Durán, Roberto Jr. a principis dels anys vuitanta. Leonard és un dels ponents motivacionals i inspiradors més sol·licitats del món. El seu discurs, titulat Poder, s'acosta regularment a les principals empreses de Fortune 500 als Estats Units i a l'estranger.
Leonard també ha treballat com a actor. Ha aparegut en nombrosos programes de televisió, com Half &amp; Half, LA Heat, Married with Children, Renegade i Tales From The Crypt. També ha aparegut en diverses pel·lícules, com ara I Spy i, més recentment, The Fighter (2010), protagonitzada per Christian Bale i Mark Wahlberg. Aquesta pel·lícula va portar records de la seva lluita amb Dicky Eklund. També va treballar com a assessor a la pel·lícula de boxa robotitzada del 2011 Real Steel. Leonard va servir com a amfitrió i mentor dels aspirants a lluitadors a The Contender. Sylvester Stallone, que va ser copresentador de la primera temporada, va ser un dels productors executius, juntament amb Mark Burnett. Quan Leonard va abandonar la sèrie, Tony Danza el va substituir per l'última temporada.

### Advocacia
A la seva autobiografia The Big Fight: My Life in and out of the Ring, publicada el juny de 2011, Leonard revela que com a jove boxejador va ser víctima d'abús sexual per part d'un entrenador olímpic i d'un altre home, un benefactor. Des d'aleshores, ha fet aparicions públiques per cridar l'atenció sobre el tema de l'abús sexual infantil, declarant-se un cartell de la causa i animant les víctimes a denunciar els seus abusos.

## Altres fets
- Sugar Ray Leonard va agafar el nom Sugar per Sugar Ray Robinson.
- Al costat de Sylvester Stallone, va presentar l'espectacle The Contender en què 16 boxejadors competeixen per guanyar 1 milió de dòlars.
- És el padrí de la famosa Khloé Kardashian.
- Fa una aparició a la pel·lícula The Fighter interpretant-se a si mateix.
- Va aparèixer a la sèrie de televisió Tales from the Crypt, temporada 4, episodi 1 dirigida per Tom Hanks.
- Va ser l'assessor tècnic de la pel·lícula Real Steel.